# Тихий, Франтишек (писатель)
Франтишек Тихий (чеш. František Rut Tichý, псевдоним чеш. Zdeněk Broman, 21 мая 1886 — 4 апреля 1968) — чешский писатель
, филолог-украинист, педагог.

## Биография
Родился в Чехии. В 1922 году как директор Коллегиальной Гимназии в Прешове впервые ввёл обучение русинского языка, в том же года издал первый сборник стихов А. Духновича.
В 1923 году — редактор первого на Закарпатье русинского дневника «Русин» (Ужгород). В 1930-х годах Тихий переехал в Прагу. В 1950—1960-х годах принимал участие в культурно-научной деятельности прешовских русинов, издал «Pověsti z Podkarpatské Rusi» (1930).
Тихий — автор монографии «Vývoj současného spisovného jazyka na Podkarpatské Rusi» (1938) и многих статей о закарпатских деятелях, памятники словесности, фольклор и язык бачванских русинов, украинскую литературу, украинско-чешские и украинско-словацкие связи, ряда украиноведческих статей в чешской энциклопедии «Ottův slovnik naučný nové doby».
Тихий переводил на чешский язык произведения украинских и русинских писателей: Т. Шевченко, Леси Украинки, И. Франко, Даниловича-Коритнянского и др. Редактировал справочник «Praktická učebnice rus. jazyka» (1939).
В честь Франтишка Тихого названа одна из улиц Ужгорода.